# Christian de Chalonge
Christian de Chalonge (Duaco, 21 de janeiro de 1937) é um realizador e roteirista francês, conhecido em Portugal por ter dirigido O salto, um filme sobre a condição dos emigrantes portugueses em França.

## Biografia
Depois de seguir o curso do IDHEC, tornou-se assistente estagiário de René Clair em Tout l'or du monde. Em 1967 realiza a sua primeira longa-metragem - O salto - que obtem o Prémio Jean Vigo. Seguir-se-ão L'alliance e L'argent des autres, filme com o qual arrebatou o César para o Melhor Filme e para a Melhor Realização em 1979.
No ano seguinte roda Malevil, adaptado do romance homónimo de Robert Merle e que beneficiou de grandes meios financeiros.
Nos últimos anos tem feito apenas filmes para televisão.

## Filmografia
- 1968: O salto
- 1971: L'alliance  (pt: A aliança)
- 1979: L'argent des autres  (pt: O dinheiro dos outros)
- 1980: Malevil  (pt: Malevil - o dia zero)
- 1982: Les Quarantièmes rugissants
- 1990: Docteur Petiot
- 1991: Voleur d'enfants
- 1996: Le bel été 1914
- 1997: Le comédien